# Andriamamovoka-vízesés
Az Andriamamovoka-vízesés a Namorona-folyón található Madagaszkár keleti, középső részén, Vatovavy-Fitovinany régióban, a Ranomafana Nemzeti Park közelében. A vízesés közelében fekszik Ranomafana városa.

## Fordítás
Ez a szócikk részben vagy egészben  az   Andriamamovoka Falls című angol Wikipédia-szócikk ezen változatának fordításán alapul.  Az eredeti cikk szerkesztőit annak laptörténete sorolja fel. Ez a jelzés csupán a megfogalmazás eredetét és a szerzői jogokat jelzi, nem szolgál a cikkben szereplő információk forrásmegjelöléseként.